# Camaldoli della Torre
Camaldoli della Torre es un cono volcánico del Vesubio, que pertenece totalmente a la provincia volcánica Campaniana, en Italia. 

## Aspecto
Es un cono volcánico achatado en forma de C

## Vulcanismo
Se originó a partir de una erupción lateral. Esta erupción, hizo expulsar muchas coladas de lava y muchas rocas piroclásticas. Debido a la forma, y su composición; hace pensar que es de una erupción reciente. 

## Alrededores
La ciudad de Nápoles está cerca de este volcán. En su cima, se encuentra un monasterio que data hacia el medievo y que ha sido restaurado muchas veces por la culpa de las erupciones del Vesubio.